# Aconcagua (jeu vidéo)
Pour le sommet d'Argentine, voir Aconcagua.
Aconcagua (アコンカグア) est un jeu vidéo d'aventure en pointer-et-cliquer, développé par WACWAC! et édité par Sony Computer Entertainment, publié le 1er juin 2000, uniquement au Japon, sur console PlayStation.

## Système de jeu
Le jeu prend place dans un endroit fictif appelé Meruza – nommé d'après la province argentine Mendoza ; le pays est dans le tourment politique et en proie à des mouvements sociaux. Le mouvement divisera le pays en deux, et un activiste de 33 ans nommé Pachamama voyagera en soutien à une tournée politique indépendante. Pendant le vol, un terroriste active une bombe à retardement, faisant écraser l'avion sur le pic de l'Aconcagua ; seuls cinq passagers survivront au crash.
Dans Aconcagua, le joueur contrôle un journaliste japonais appelé Kato, dont le but est de guider les survivants hors de la montagne. Le jeu transite par une série de missions que le joueur doit effectuer en vue à la troisième personne. Pendant la descente, les terroristes, sachant que leur plan a échoué, tentent d'éliminer les survivants à l'aide d'hélicoptères. Le jeu comprend aussi des éléments de puzzles et de survie par le biais d'items tombés depuis l'avion. Le jeu comprend approximativement 80 minutes de cinématiques qui font avancer l'histoire. Il comprend également plusieurs scènes alternatives et de fin, dont la diffusion dépend du choix du joueur.

## Accueil
Le jeu est disponible en preview sur le site web de Sony, qui montre des extraits sous-titré en anglais. Aconcagua devait être publié en Amérique du Nord vers la fin 2000, mais il n'en sera rien. D'après IGN, Sony tentait de pénétrer le marché vidéoludique argentin avec ce titre, alors que pour GameSpot, la société tentait une course contre-la-montre avant la sortie de la PlayStation 2 afin de relancer les ventes du jeu sur PlayStation,. Aconcagua a été comparé à Covert Ops: Nuclear Dawn, également connu au Japon sous le titre Chase the Express, et aux séries Dino Crisis, Parasite Eve et Resident Evil. Cependant, son système de jeu et sa structure se rapproche plus des jeux d'aventure en pointer-et-cliquer.